# Бистрець (річка)
Бистре́ць (пол. Bystrzec) — річка в Українських Карпатах, у межах Верховинського району Івано-Франківської області. Ліва притока Чорного Черемошу (басейн Пруту).

## Опис
Довжина 13 км, площа басейну 62,3 км². Похил річки 70 м/км. Річка гірського типу. Долина вузька і глибока, у верхній течії (крім витоків) заліснена. Річище слабозвивисте, є перекати і водоспади, дно кам'янисте і з галькою.

## Розташування
Бистрець бере початок на захід від села Бистрець, на північно-східних схилах гори Шпиці (пол. Szpecy (1866 m)). Тече серед гір північно-східної частини масиву Чорногора спершу на північний схід, далі — переважно на схід. Впадає до Чорного Черемошу на схід від села Бистрець.

## Притоки
- Кізя, Степанський, Глибокий, Мреє